# إس آي إل الدولية
إس آي إل الدولية (SIL International؛ (تُلفظ بالإنجليزية: ‎/ɛs.aɪ.ɛl ˌɪntəˈnæʃnəl/‏)) منظمة غير ربحية مسيحية عالمية للخدمة الأكاديمية. مقرها في الولايات المتحدة الأمريكية.

## وصلات خارجية
- الموقع الرسمي